# Timofeï Mozgov
Timofeï Pavlovitch Mozgov (russe : Тимофей Павлович Мозгов), né le 16 juillet 1986 à Saint-Pétersbourg, est un joueur russe de basket-ball.

## Biographie
Pivot de 2,16 m, il a joué pour le BC Khimki Moscou (2006-2010) avant de signer en 2010 chez les Knicks de New York en NBA après ne pas avoir été drafté en 2008.
En 2011, il rejoint les Nuggets de Denver dans le cadre de l'échange de Carmelo Anthony.
Mozgov est membre de l'équipe nationale russe et a notamment joué lors des Championnats d'Europe de basket-ball 2009 et 2011, et du championnat du monde de basket-ball masculin 2010.
Le 7 janvier 2015, il est envoyé aux Cavaliers de Cleveland en échange de deux premiers tours de draft, venant combler le manque de pivot des Cavaliers aux suites de la blessure d'Anderson Varejão.
En juillet 2016, il s'engage chez les Lakers de Los Angeles pour 4 ans et 64 millions de dollars.
Le 22 juin 2017, il est échangé, lui et D'Angelo Russell, aux Nets de Brooklyn.
Le 20 juin 2018, il est échangé aux Hornets de Charlotte contre Dwight Howard. Il est ensuite, encore échangé le 7 juillet 2018, au Magic d'Orlando.
Le 7 juillet 2019, il est coupé par le Magic d'Orlando sans avoir joué la moindre minute avec la franchise.
En juillet 2019, il revient en Europe et plus précisément dans son club du BC Khimki Moscou avec lequel il signe un contrat d'une saison,. Il ne joue aucune rencontre.
En avril 2021, Mozgov s'engage de nouveau avec le Khimki Moscou.

## Palmares
- Champion NBA 2016 avec les Cavaliers de Cleveland.

### NBA

#### Saison régulière
| Année     | Équipe    | Matches | Titul. | Min./m. | %tir | %3pts | %l-f | rbds/m. | pass/m. | int/m. | ctr/m. | pts/m. |
| --------- | --------- | ------- | ------ | ------- | ---- | ----- | ---- | ------- | ------- | ------ | ------ | ------ |
| 2010-2011 | New York  | 34      | 14     | 13,5    | 46,4 | 0,0   | 70,5 | 3,06    | 0,44    | 0,41   | 0,687  | 3,97   |
| 2010-2011 | Denver    | 11      | 0      | 6,0     | 52,4 | 0,0   | 75,0 | 1,55    | 0,00    | 0,09   | 0,18   | 2,55   |
| 2011-2012 | Denver    | 44      | 35     | 15,6    | 52,6 | 0,0   | 68,4 | 4,07    | 0,50    | 0,34   | 0,95   | 5,43   |
| 2012-2013 | Denver    | 41      | 1      | 8,9     | 50,6 | 0,0   | 76,9 | 2,61    | 0,22    | 0,15   | 0,44   | 2,63   |
| 2013-2014 | Denver    | 82      | 30     | 21,6    | 52,3 | 16,7  | 75,4 | 6,44    | 0,76    | 0,33   | 1,22   | 9,39   |
| 2014-2015 | Denver    | 35      | 35     | 25,6    | 50,4 | 33,3  | 73,3 | 7,77    | 0,46    | 0,43   | 1,17   | 8,54   |
| 2014-2015 | Cleveland | 46      | 45     | 25,0    | 59,0 | 0,0   | 70,8 | 6,93    | 0,85    | 0,39   | 1,22   | 10,57  |
| 2015-2016 | Cleveland | 76      | 48     | 17,4    | 56,5 | 14,3  | 71,6 | 4,4     | 0,40    | 0,27   | 0,80   | 6,30   |
| 2016-2017 | LA Lakers | 54      | 52     | 20,4    | 51,5 | 0,0   | 80,8 | 4,9     | 0,80    | 0,30   | 0,60   | 7,40   |
| Total     |           | 423     | 260    | 18,5    | 53,4 | 17,5  | 73,7 | 5,0     | 0,5     | 0,33   | 0,97   | 7,10   |

#### Playoffs
| Année | Équipe    | Matches | Titul. | Min./m. | %tir | %3pts | %l-f | rbds/m. | pass/m. | int/m. | ctr/m. | pts/m. |
| ----- | --------- | ------- | ------ | ------- | ---- | ----- | ---- | ------- | ------- | ------ | ------ | ------ |
| 2012  | Denver    | 7       | 5      | 14,1    | 48,0 | 0,0   | 50,0 | 3,29    | 0,43    | 0,29   | 0,86   | 4,00   |
| 2015  | Cleveland | 20      | 20     | 26,4    | 50,0 | 0,0   | 79,0 | 7,30    | 0,65    | 0,40   | 1,80   | 10,60  |
| Total |           | 27      | 25     | 23,2    | 49,7 | 0,0   | 76,4 | 6,26    | 0,59    | 0,37   | 1,56   | 8,89   |

### Euroligue
| Année     | Équipe        | Matches | Titul. | Min./m. | %tir | %3pts | %l-f | rbds/m. | pass/m. | int/m. | ctr/m. | pts/m. |
| --------- | ------------- | ------- | ------ | ------- | ---- | ----- | ---- | ------- | ------- | ------ | ------ | ------ |
| 2009-2010 | Khimki Moscou | 16      | 3      | 13,6    | 50,6 | 0,0   | 62,1 | 4,1     | 0,1     | 0,3    | 0,9    | 6,0    |
| Total     |               | 16      | 3      | 13,6    | 50,6 | 0,0   | 62,1 | 4,1     | 0,1     | 0,3    | 0,9    | 6,0    |

## Records personnels et distinctions
Les records personnels de Timofeï Mozgov, officiellement recensés par la NBA sont les suivants :
| Type de statistique        | Saison régulière | Saison régulière                             | Saison régulière                 | Playoffs | Playoffs                                            | Playoffs                 |
| Type de statistique        | Record           | Adversaire                                   | Date                             | Record   | Adversaire                                          | Date                     |
| -------------------------- | ---------------- | -------------------------------------------- | -------------------------------- | -------- | --------------------------------------------------- | ------------------------ |
| Points                     | 23               | 4 fois                                       |                                  | 28       | Warriors de Golden State                            | 11 juin 2015             |
| Paniers marqués            | 10               | @ Warriors de Golden State                   | 10 avril 2014                    | 9        | Warriors de Golden State                            | 11 juin 2015             |
| Paniers tentés             | 15               | 5 fois                                       |                                  | 16       | Warriors de Golden State                            | 11 juin 2015             |
| Paniers à 3 points réussis | 1                | 7 fois                                       |                                  |          |                                                     |                          |
| Paniers à 3 points tentés  | 2                | 7 fois                                       |                                  |          |                                                     |                          |
| Lancers francs réussis     | 8                | @ Bucks de Milwaukee                         | 20 février 2014                  | 10       | Warriors de Golden State                            | 11 juin 2015             |
| Lancers francs tentés      | 10               | Pacers d'Indiana @ Bucks de Milwaukee        | 25 janvier 2014 20 février 2014  | 12       | @ Warriors de Golden State Warriors de Golden State | 7 juin 2015 11 juin 2015 |
| Rebonds offensifs          | 9                | @ Warriors de Golden State @ Suns de Phoenix | 10 avril 2014 26 novembre 2014   | 7        | Warriors de Golden State                            | 16 juin 2015             |
| Rebonds défensifs          | 20               | @ Warriors de Golden State                   | 10 avril 2014                    | 9        | @ Warriors de Golden State                          | 7 juin 2015              |
| Rebonds totaux             | 29               | @ Warriors de Golden State                   | 10 avril 2014                    | 12       | Warriors de Golden State                            | 16 juin 2015             |
| Passes décisives           | 4                | @ Grizzlies de Memphis                       | 25 mars 2015                     | 3        | @ Bulls de Chicago                                  | 10 mai 2015              |
| Interceptions              | 3                | Wizards de Washington @ Suns de Phoenix      | 5 novembre 2010 26 novembre 2014 | 1        | 10 fois                                             |                          |
| Contres                    | 5                | 3 fois                                       |                                  | 5        | Celtics de Boston                                   | 21 avril 2015            |
| Balles perdues             | 4                | 12 fois                                      |                                  | 4        | 3 fois                                              |                          |
| Minutes jouées             | 49               | @ Raptors de Toronto                         | 8 décembre 2014                  | 39       | @ Bulls de Chicago                                  | 10 mai 2015              |

- Double-double : 35 dont 5 en playoffs (au 18/11/2015)
- Triple-double : aucun.

## Palmarès
- Médaille de bronze aux Jeux olympiques 2012 de Londres.
  - Champion NBA en 2016 avec les Cavaliers de Cleveland.